# Bradunia guanabana
Bradunia guanabana är en fjärilsart som beskrevs av William Schaus 1916. Bradunia guanabana ingår i släktet Bradunia och familjen nattflyn. Inga underarter finns listade i Catalogue of Life.